# Station Mulhouse-Ville
Station Mulhouse-Ville (Frans: Gare de Mulhouse-Ville, ook Gare de Mulhouse) is een spoorwegstation aan de spoorlijn Strasbourg-Ville - Saint-Louis. Het staat in de Franse gemeente Mulhouse, in het departement Haut-Rhin (Elzas).

## Geschiedenis
Een eerste station opende in 1839, bij de opening van de spoorlijn Mulhouse - Kruth. In 1842 werd het station ook aangedaan door de spoorlijn naar Bazel. In 1858 werd het station ook aangesloten op de spoorlijn Paris-Est - Mulhouse.
In de jaren die volgden intensiveerde het spoorverkeer, hetgeen leidde tot capaciteitsproblemen op het station. Daarom werd in 1928 een nieuw station opgeleverd.
In 2007 werd het station een TGV-station, na de opening van de LGV Est. Dit betekende het einde van een aantal 'oude' internationale treinen over de spoorlijn Paris-Est - Mulhouse. In 2011 werd dit effect versterkt, door de opening van de LGV Rhin-Rhône.

## Ligging
Het station ligt op kilometerpunt 108,31 van de Strasbourg-Ville - Saint-Louis. Ook is het station het eindpunt van de spoorlijn Paris-Est - Mulhouse en de spoorlijn Mulhouse-Ville - Müllheim.

## Treindienst
Het station wordt aangedaan door verschillende (internationale) langeafstandsdiensten, waaronder de TGV Lyria van Parijs en Straatsburg naar Basel en Zürich.
Op regionaal vlak wordt het station aangedaan door verschillende treinen van TER Grand Est, waaronder de TER 200-dienst tussen Straatsburg en Bazel en de Tram-Train Mulhouse-Vallée de la Thur naar Thann.
| Serie           | Treinsoort             | Route | Bijzonderheden                                                                             |
| --------------- | ---------------------- | --- | ------------------------------------------------------------------------------------------ |
| TGV 6700        | TGV (SNCF)             | Paris-Lyon – Montbard – Dijon-Ville – Besançon Franche-Comté TGV – Belfort-Montbéliard TGV – Mulhouse-Ville |                                                                                            |
| Lyria 9200      | TGV Lyria (SNCF / SBB) | Paris-Lyon – [ Belfort-Montbéliard TGV – ] / [ Dijon-Ville – ] Mulhouse-Ville – Basel SBB – [ Zürich HB ] / [ Olten – Bern ] | Een trein naar Bern.                                                                       |
| TGV 9580 ICE 84 | TGV (SNCF)             | Marseille Saint-Charles – Aix-en-Provence TGV – Avignon TGV – Lyon-Part-Dieu – Chalon-sur-Saône – Besançon Franche-Comté TGV – Belfort-Montbéliard TGV – Mulhouse-Ville – Strasbourg-Ville – Baden-Baden – Karlsruhe Hbf – Mannheim Hbf – Frankfurt (Main) Hbf |                                                                                            |
| TGV 9800        | TGV (SNCF)             | [ Luxemburg – Thionville – Metz-Ville – Strasbourg-Ville – Mulhouse-Ville – Belfort-Montbéliard TGV – Besançon Franche-Comté TGV – Dijon-Ville – Mâcon-Ville – ] / [ Brussel-Zuid – Lille-Europe – Arras – TGV Haute-Picardie – Aéroport Charles-de-Gaulle 2 TGV – [ Champagne-Ardenne TGV – Meuse TGV – Lorraine TGV – Strasbourg-Ville ] / [ Marne-la-Vallée - Chessy – [ Massy TGV – Le Mans – [ Laval – Rennes ] / [ Angers-Saint-Laud – Nantes ] ] / [ Creusot TGV – ] Lyon-Part-Dieu – [ Avignon TGV – Marseille Saint-Charles ] / [ Montpellier-Saint-Roch – Perpignan ] ] | Dagelijkse verbinding met Montpellier en Marseille. Perpignan - Brussel tweemaal per week. |
| TER 87480       | TER (SNCF)             | Mulhouse-Ville – Müllheim (Baden) |                                                                                            |
| TER 96100       | TER (SNCF)             | Mulhouse-Ville – Basel SBB | S-Bahn Basel                                                                               |
| TER 96200       | TER (SNCF)             | Strasbourg-Ville – Sélestat – Colmar – Mulhouse-Ville – Basel SBB | S-Bahn Basel                                                                               |
| C 13            | TER (SNCF)             | Belfort – Altkirch – Mulhouse-Ville |                                                                                            |
| TER 831400      | TER (SNCF)             | Colmar – Mulhouse-Ville |                                                                                            |
| TER 832700      | TER (SNCF)             | Mulhouse-Ville – Thann – Kruth |                                                                                            |

## Aansluitingen
Voor de hoofdingang ligt een tramhalte van de Tram van Mulhouse. Hier stoppen de tramlijnen 1 en 3, alsmede de Tram-Train Mulhouse-Vallée de la Thur naar Thann.